# يوزو (توياما)
مدينة يوزو (بالإنجليزية: Uozu)‏ هي أحد المدن التابعة لمحافظة توياما. تأسست رسميًا في 01/04/1952. ويقدر عدد سكانها بـ 45945 نسمة حسب تقدير مكتب الإحصاء الياباني لعام 2012. تبلغ مساحة يوزو 200.63 كم2. بكثافة سكانية تبلغ 229 نسمة/كم2.

## توأمة
ليوزو (توياما) اتفاقيات توأمة مع:
- تشيانغ مي (8 أغسطس 1989 - )

## أعلام
- تاكاشي راكوياما